# Eugène Walckiers
Eugène Walckiers, född 22 juli 1793 i Avesnes-sur-Helpe, död 1 september 1866 i Paris, var en fransk flöjtvirtuos och kompositör i Paris.

## Biografi
Eugène Walckiers  var elev till Jean-Louis Tulou. Han arbetade som flöjtvirtuos och tonsättare i Paris. Walckiers komponerade trios och duetter för flöjt.